# وليد فارس
وليد فارس (مواليد 24 ديسمبر 1957) هو مستشار سياسي لبناني أمريكي، باحث وناقد محافظ.
عمل فارس مستشارًا للحملات الرئاسية للجمهوريين، حيث شارك في حملتي ميت رومني في 2011-2012 ودونالد ترامب في 2016. كما كان معلقًا على موضوعات الإرهاب والشرق الأوسط على فوكس نيوز منذ عام 2007، ولـ شبكة إن بي سي من عام 2003 إلى 2006. ومنذ عام 2022، أصبح محللًا للسياسة الخارجية لـ نيوزماكس.
اشتهر فارس الذي ينتمي إلى الطائفة المسيحية المارونية لدوره كأحد قادة الحزب الديمقراطي الاجتماعي في لبنان خلال الثمانينيات أثناء الحرب الأهلية اللبنانية. كما اكتسب شهرة لخبرته في مجال مكافحة الإرهاب، مع تركيز خاص على الجهادية.

## مسيرته
ولد ونشأ وليد فارس في لبنان، وتعلم في مدرسة يسوعيّة تخرج من جامعات بيروت في تخصص القانون والعلوم السّياسيّة وأيضًا شهادات في علم الاجتماع. وحصل على شهادة في القانون الدولي في فرنسا وشهادة في العلاقات الدولية والدراسات الاستراتيجية من جامعة ميامي.
عمل كمحامي في بيروت، خدم كناشر ومحلل، واهتم بقضايا مسيحيي المشرق، حيث أصدر مطبوعة تحمل اسم «صوت المشرق» ونشر المقالات في العديد من المجلات والنشرات بالعربية. ونشر كتابه حول صراع الهويّات والحضارات و«الخصوصية المسيحية» في لبنان والعالم العربي، بالإضافة إلى العديد من المقالات في الصحافة العربية والدوليّة منذ 1980. شارك بالمناقشات العامة مع المفكرين الوطنيين العرب والأصوليين الإسلاميين في الثمانينيات.
أسس «الاتحاد الديمقراطي الاجتماعي المسيحي» ونشر أطروحة الفصل بين المجتمعين المسيحي والإسلامي في لبنان كما يتبين من كتابه المنشور عام 1982 بعنوان «الفكر المسيحي اللبناني الديمقراطي بوجه التعريب والتذويب». كما انه بين في مؤلفاته ان هوية المسيحيين ليست عربية وانما مسيحية-لبنانية.
ومن ثم توثقت علاقاته مع الدكتور سمير جعجع وإنضم للقوات اللبنانية وتم تعيينه عضواً في مجلس قيادة القوات، وكان من أبرز منظري جعجع عن الفيدرالية والخصوصية المسيحية. ومع اندلاع الحرب بين الجيش اللبناني والقوات اللبنانية، ترك القوات وأعلن تأييده لحركة العماد ميشال عون. وبقي مع عون حتى سقوط قصر بعبدا يوم 13 تشرين الأول 1990.
بعد لجوء العماد عون إلى فرنسا، انتقل الدكتور فارس إلى الولايات المتحدة في العام 1990، وكان من الداعمين من موقعه في واشنطن لانسحاب الجيش السوري من لبنان وكان من الساعين المهمين من أجل قرار مجلس الأمن التابع للأمم المتحدة رقم 1559 في مجلس الأمن عام 2004، كما عبّر مرارا عن دعمه لـ ثورة الأرز وحركة 14 آذار ومناهضته لسلاح حزب الله وامتهن التدريس في جامعة فلوريدا الدولية وجامعة ميامي ثمّ اُسْتُؤْجِرَ بـ جامعة فلوريدا أتلانتيك أستاذاً في قضايا الشرق الأوسط والنزاعات الدينية والعرقية. كما ظهر في العديد من المحطات الفضائية الدولية بتحليلاته عن الشرق الأوسط والعالم العربي.
عُرف فارس بمواقفه المعادية للإسلام وعروبة لبنان؛ بالإضافة لموالاته للصهيونية وكان يُنَظَّر لإقامة وطن مسيحي في الشريط المحتل جنوب لبنان قبل الانسحاب الإسرائيلي أنذاك يكون عمقه إسرائيل.
كان فارس مستشارا للمرشح الجمهوري الأميركي ميت رومني في الانتخابات الرئاسية الأميركية عام 2012 واختاره الرئيس الأميركي المنتخب دونالد ترامب كأحد أبرز مستشاريه في الشؤون الخارجية خصوصا شؤون الشرق الأوسط ولعب دور مهم في الإدارة الأميركية الجمهورية الجديدة بسبب خبرته في عدة هيئات أميركية ودولية مثل وزارة الخارجية ووزارة العدل، والأمن القومي والكونغرس الأميركي بصفته خبيرا في الشرق الأوسط والعالم العربي ومكافحة الإرهاب.

## مؤلفاته
- التعددية في لبنان، 1978
- الفكر المسيحي اللبناني الديمقراطي بوجه التعريب والتذويب، 1982
- الثورة القادمة: النضال من أجل الحرية في الشرق الأوسط

## وصلات خارجية
- الموقع الرسمي
- ماذا وراء الهجوم المركز على البروفيسور وليد فارس? السياسة، 9 يناير 2012